# Pelagiidae
Los pelágidos (Pelagiidae) son una familia de escifozoos del orden Semaeostomeae.

## Taxonomía
Los pelágidos incluyen los siguientes géneros:
- Chrysaora Péron et Lesueur, 1809.
- Mawia Avian et al., 2016
- Pelagia Péron & Lesueur, 1809, que inclou l'espècie Pelagia noctiluca.
- Sanderia Goette, 1886.